# Luzula luzulina
Luzula luzulina är en tågväxtart som först beskrevs av Dominique Villars, och fick sitt nu gällande namn av Marjan Raciborski. Luzula luzulina ingår i Frylesläktet som ingår i familjen tågväxter. Inga underarter finns listade i Catalogue of Life.